# Најагара (Висконсин)
Најагара (енгл. Niagara) град је у америчкој савезној држави Висконсин.

## Демографија
По попису из 2010. године број становника је 1.624, што је 256 (-13,6%) становника мање него 2000. године.
| Група             | 2000.         | 2010.         |
| Белци             | 1.857 (98,8%) | 1.578 (97,2%) |
| Афроамериканци    | 1 (0,1%)      | 2 (0,1%)      |
| Азијати           | 1 (0,1%)      | 6 (0,4%)      |
| Хиспаноамериканци | 14 (0,7%)     | 19 (1,2%)     |
| Укупно            | 1.880         | 1.624         |